# Безконечното
"L'infinito" е стихотворение, написано от Джакомо Леопарди вероятно през есента на 1819 г. Поемата е продукт на копнежа на Леопарди да пътува отвъд ограничаващия го роден град Реканати и да изживее повече от света, който е изучавал. Стихотворението е широко известно в Италия и преведено на всички езици.
Поемата, макар и неясна и ефирна в своята композиция, предава елементи от философския и класическия свят, като последният е видим в избора на думата ermo от старогръцки, вместо да използва по-конвенционалната solitario, за да предаде изолацията на този хълм. Тази персонификация на естествената среда е видна в цялата поема и е типична за друга тема или движение, често свързвано с Леопарди: романтизъм. В стихотворението има и силно усещане за смъртност, предадено в умирането на сезоните и удавянето на мислите, подобно на вярата на Леопарди, че няма да живее дълго, вяра, потвърдена с неговата кончина само на 38 годишна възраст.

## Оригинален текст
Sempre caro mi fu quest’ermo colle,
e questa siepe, che da tanta parte
dell’ultimo orizzonte il guardo esclude.
Ma sedendo e mirando, interminati
spazi di là da quella, e sovrumani
silenzi, e profondissima quïete
io nel pensier mi fingo; ove per poco
il cor non si spaura. E come il vento
odo stormir tra queste piante, io quello
infinito silenzio a questa voce
vo comparando: e mi sovvien l’eterno,
e le morte stagioni, e la presente
e viva, e 'l suon di lei. Così tra questa
immensità s’annega il pensier mio:
e 'l naufragar m’è dolce in questo mare.